# GloToven
GloToven — другий спільний мікстейп американського репера Chief Keef та продюсера Zaytoven, виданий 15 березня 2019 р. Дебютував на 153-ій сходинці Billboard 200 із вислідом у 6 666 альбомних еквівалентних одиниць за перший тиждень. Zaytoven назвав GloToven «одним із моїх улюблених альбомів, що вимагав від мене продюсувати зі свіжою, незвичною креативністю».

## Список пісень
| #   | Назва                                              | Продюсер(и)          | Тривалість |
| --- | -------------------------------------------------- | -------------------- | ---------- |
| 1.  | «3rd Person»                                       | Zaytoven             | 2:56       |
| 2.  | «Old Heads and Regretful Hoes» (з участю Lil Pump) | Zaytoven             | 3:34       |
| 3.  | «Batman»                                           | Zaytoven             | 3:00       |
| 4.  | «Ain't Gonna Happen»                               | Zaytoven             | 3:38       |
| 5.  | «Fast»                                             | Zaytoven             | 2:55       |
| 6.  | «Spy Kid»                                          | Zaytoven             | 2:53       |
| 7.  | «F What the Opp Said»                              | Zaytoven, Bugz Ronin | 2:48       |
| 8.  | «Petty»                                            | Zaytoven             | 2:34       |
| 9.  | «Han Han»                                          | Zaytoven             | 2:59       |
| 10. | «Sneeze»                                           | Zaytoven             | 2:57       |
| 11. | «Posse»                                            | Zaytoven             | 3:18       |
| 12. | «What Can I Say»                                   | Zaytoven             | 2:58       |